# Camila Fiardi Mazza
Pour les articles homonymes, voir Mazza.
Camila Fiardi Mazza est une actrice argentine.

## Filmographie

### Au cinéma
- 2002 : Apasionados: Violeta
- 2004 :  Los esclavos felices (la secta): Cecilia
- 2011 : Uno:

### À la télévision
- 2002: Franco Buenaventura, el profe : Malena Chamorro Ledesma (saison 1, épisode 1)
- 2003: Tres padres solteros
- 2004: Fréquence 4: Ailín (saison 1, épisode 1)